# Henry Howard, 13. hertug af Norfolk
Henry Charles Howard, 13. hertug af Norfolk KG PC (født 12. august 1791, død 18. februar 1856) var en liberal (Whig) britisk politiker og hofmand. Fra 1815 til 1842 var han kendt som Jarlen af Surrey.

## Første katolik i Underhuset
Henry Howard var medlem af Underhuset fra 1829 til 1841. Han var den første katolik, der blev valgt til parlamentet siden 1500-tallet.

## Medlem af Overhuset
I 1841 blev Henry Howard udpeget til medlem af Overhuset som Baron Maltravers. Udnævnelsen kom året før, at hans far døde, og han blev siddende i Overhuset, indtil han selv døde i 1856.

## Earl Marshal
Henry Howard var Earl Marshal i 1842 – 1856.

## Forfader til hertugerne af Norfolk
Henry Howard er forfader til alle de senere hertuger af Norfolk. Således er den nuværende hertug (Edward Fitzalan-Howard, 18. hertug af Norfolk) hans tiptipoldesøn. 